# هلن کلسی
 هلن کلسی (انگلیسی: Helen Kelesi؛ زاده ۱۵ نوامبر ۱۹۶۹) یک تنیس‌باز اهل کانادا است.